# سبرينغفيل (أريزونا)
سبرينغفيل (بالإنجليزية: Springerville, Arizona)‏ هي بلدة تقع في مقاطعة أباتشي، أريزونا بولاية أريزونا في الولايات المتحدة. تبلغ مساحتها 30.3 (كم²)، وترتفع عن سطح البحر 2124 م، بلغ عدد سكانها 1961 نسمة في عام 2010 حسب إحصاء مكتب تعداد الولايات المتحدة وتصل الكثافة السكانية فيها 65.7 نسمة/كم2.

## أعلام
- صموئيل س. فيليبس
- جيري د. تومسون
- أليكس مدريد

## وصلات خارجية
- The US50 - Cities and Towns in Arizona State
- Arizona Cities and Towns, Facts, Map, Flag, Colleges, Government, and More